# Họ Tô hạp
Họ Tô hạp, danh pháp khoa học: Altingiaceae, trong một số tài liệu gọi là họ Sau sau, lấy theo tên gọi của chi Liquidambar, tuy nhiên Wikipedia luôn luôn ưu tiên cho tên gọi phù hợp với tên chi dẫn xuất khi có tên gọi tương ứng trong tiếng Việt (ở đây là chi Altingia), là một họ nhỏ của thực vật hai lá mầm thuộc bộ Tai hùm (Saxifragales), chỉ bao gồm 3 chi và khoảng 18 loài, tất cả đều là cây thân gỗ. Trong các hệ thống phân loại cũ, chúng thường được đặt trong họ Kim lũ mai (Hamamelidaceae).

## Các chi
Theo truyền thống, người ta công nhận 3 chi như sau:
- Altingia (9-11 loài ở khu vực đông nam châu Á): Các loại cây tô hạp.
- Liquidambar (4 loài ở miền đông Bắc Mỹ và Trung Mỹ, một loài ở Tây Nam Á, hai loài ở Đông Á). Các tên gọi là sau sau, lau thau, sau trắng, cổ yếm, phong hương, lộ lộ thông v.v...
- Semiliquidambar (3 loài, tất cả là thực vật đặc hữu của Trung Quốc, tại đó người ta gọi là bán phong hạ - 半枫荷).

Các phân tích dựa trên một số dấu hiệu phân tử cho thấy Altingia lồng ghép trong Liquidambar, và Semiliquidambar có nguồn gốc lai ghép giữa Liquidambar formosana – Liquidambar acalycina và Altingia obovata hoặc Altingia chinensis.
Dựa theo các nghiên cứu này, năm 2013 Stefanie M. Ickert-Bond và Jun Wen sáp nhập 2 chi Altingia và Semiliquidambar vào chi Liquidambar (theo nguyên tắc ưu tiên tên gọi được thiết lập trước), với tổng cộng 15 loài được công nhận.

## Mô tả
Cây gỗ, lá sớm rụng hoặc thường xanh; chồi ngọn có vảy, hình trứng hẹp. Lá có cuống; thường có lá kèm, thẳng, hợp sinh ít/nhiều vào gốc cuống lá, sớm rụng, để lại những sẹo nhỏ; phiến lá hình chân vịt 3–7 thùy (hoặc nhiều hơn), hoặc nếu nguyên thì hình mác đến hình trứng hoặc hình trứng ngược, dạng da, hai mặt khác màu, mép lá thường có khía tai bèo-răng cưa, đôi khi nguyên, gân lá lông chim hoặc phiến lá hình chân vịt 3–7 thùy (hoặc nhiều hơn), gân lá chân vịt. Thực vật đơn tính cùng gốc. Cụm hoa đực hình cầu đến hình trụ ngắn, có cuống, hoa đầu nhiều hoa, nhóm thành chùm kép hoặc chùy hoa ở đầu cành hoặc gần đầu cành; mỗi hoa có 1–4 lá bắc ở gốc. Cụm hoa cái hình đầu, gần đầu cành hoặc ở phần dưới của cụm hoa đực, có cuống dài, 5–30 hoa. Hoa đơn tính. Không lá đài và cánh hoa. Hoa đực: Nhị 4–nhiều; chỉ nhị rất ngắn hoặc không có; bao phấn hình trứng ngược-hình trứng, mô vỏ 2 túi bào tử, mỗi túi bào tử tách ra theo một khe nứt dọc hoặc mảnh vỏ thô sơ, đỉnh cụt; phấn hoa hình cầu, nhiều lỗ. Hoa cái: Nhị lép (lá noãn lép) không có hoặc hình kim; bầu nhụy bán hạ; noãn ~30–50 mỗi ngăn, đính trụ; vòi nhụy hình dùi, rẽ ra, thường cong mạnh vào trong; đầu nhụy hình nhú, phần gốc hoặc nguyên cả vòi nhụy bền ở quả. Cụm quả hình cầu, gốc cụt. Quả nang dạng gỗ, nứt theo các ngăn bàng các mảnh vỏ 2 thùy, cũng cắt vách; các răng nhị lép và vòi nhụy không bền. Hạt nhiều, các hạt trên vô sinh, một hoặc vài hạt dưới hữu sinh, dẹt, có cánh hẹp dọc theo mép hoặc chỉ có ở đỉnh; áo hạt dày và cứng; nội nhũ mỏng. 2n = 32.